# ギルバート・キャプラン

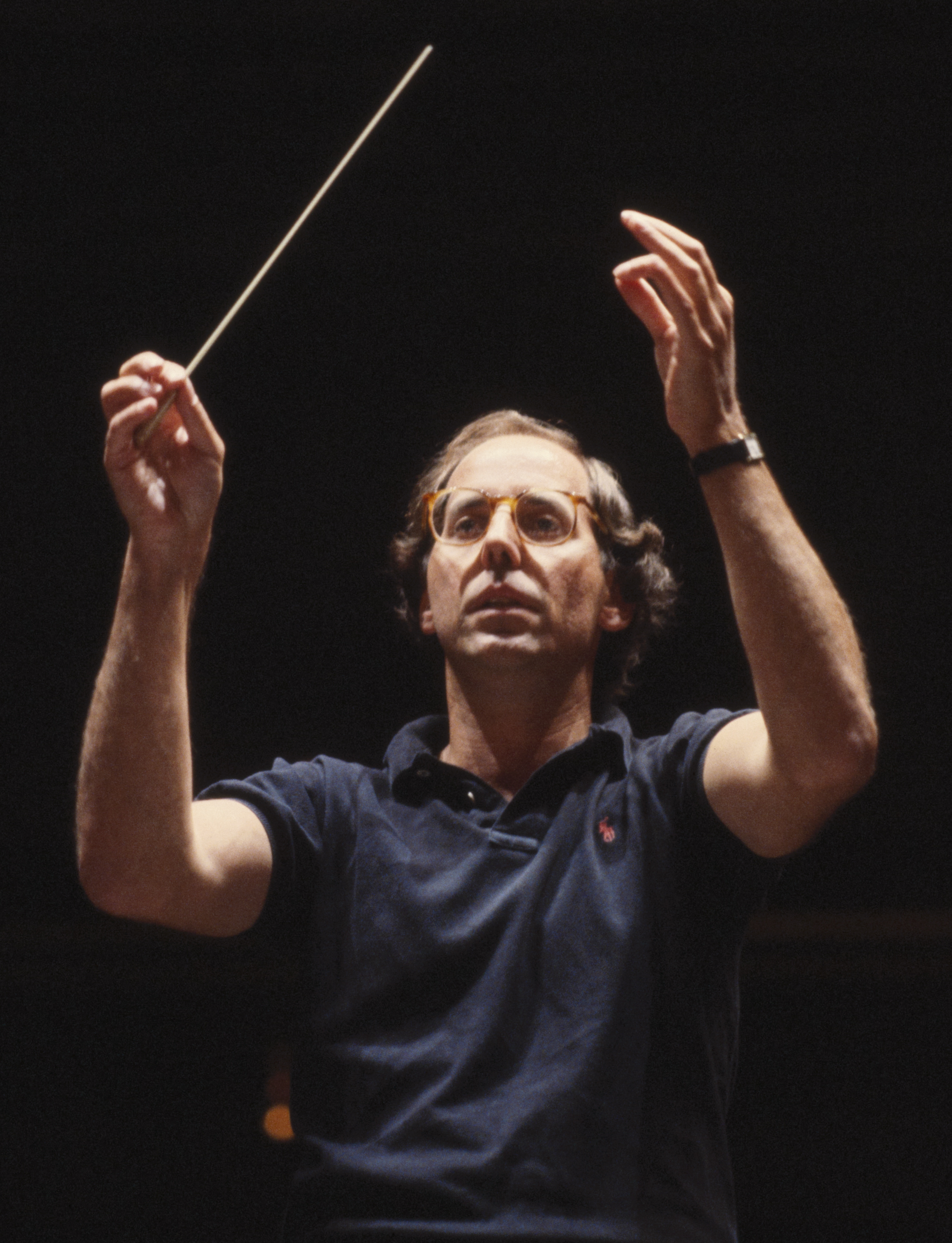
ギルバート・キャプラン（1982年）

ギルバート・キャプラン（Gilbert Kaplan、1941年3月3日 - 2016年1月1日）は、アメリカ合衆国の実業家で、オーケストラの指揮者、グスタフ・マーラーの研究家。

## 人物
1967年創刊のアメリカの経済誌『インスティテューショナル・インベスター』の創刊者として実業に携わり、実業家としての成功をおさめる。青少年時代に音楽教育を受けたことはなかったが、大好きなマーラーの交響曲第2番『復活』を指揮することを夢見て、30代を過ぎてからゲオルク・ショルティに師事して指揮法を学ぶ。1982年、40代に至って、自費によるコンサートをエイヴリー・フィッシャー・ホールで行い、指揮者としてデビューする。最初で最後のはずが絶賛を浴び、あちこちのオーケストラから客演の依頼がくることとなり、『復活』のみを専門に振る指揮者として知られるようになった。
生涯に客演し『復活』を振った主なオーケストラは以下の通りである。
- ロサンジェルス・フィルハーモニー管弦楽団
- セントルイス交響楽団
- ピッツバーグ交響楽団
- ワシントン・ナショナル交響楽団
- ベルリン・ドイツ・オペラ管弦楽団
- 北ドイツ放送交響楽団
- バイエルン国立歌劇場管弦楽団
- ロンドン交響楽団
- フィルハーモニア管弦楽団
- ロイヤル・フィルハーモニー管弦楽団
- スカラ・フィルハーモニー管弦楽団
- オスロ・フィルハーモニー管弦楽団
- ストックホルム・フィルハーモニー管弦楽団
- フィンランド放送交響楽団
- プラハ交響楽団
- ブダペスト交響楽団
- イスラエル・フィルハーモニー管弦楽団
- キーロフ歌劇場管弦楽団
- サンクトペテルブルク・フィルハーモニー管弦楽団
- ロシア・ナショナル管弦楽団
- 新日本フィルハーモニー交響楽団
- メルボルン交響楽団

『復活』以外にはレパートリーも皆無であり、『復活』の指揮以外の音楽的キャリアもこれといってない。しかし、『復活』に関しては世界的にも第一人者と目されている。音楽以外の分野で成果を収めたのちに中年以降に転じて成功した指揮者（指揮者以外の音楽家では若干例がある）、ただ1曲だけを振り続けた指揮者（しかも、マーラーは交響曲だけでも他にも多くの代表作を持つ作曲家である）という、世界でもまず他に例のない珍しい特性を2つも兼ね備えた稀な存在である。1988年に発売したロンドン交響楽団との演奏のアルバムは、マーラー作品のCDとしては史上最高の売り上げを記録した。2002年には、私財で購入したマーラー自筆譜を元にした新校訂版「キャプラン版」での録音をウィーン・フィルハーモニー管弦楽団と行い、話題になった。
また事業、指揮活動のほかに、音楽関係のTV番組の司会や、ジュリアード音楽院の夜間部教員も務めていた。
2016年1月1日に死去した。74歳没。
映画『マイ・ソング』（1977年）の監督・脚本・製作・音楽を担当し、主題歌「恋するデビー」でアカデミー歌曲賞を受賞したジョゼフ・ブルックスは兄である。